# Squalius aphipsi
Espèce
Synonymes
- Leuciscus aphipsi Aleksandrov, 1927[1]

Statut de conservation UICN

 LC  : Préoccupation mineure
Squalius aphipsi est une espèce de poissons de la famille des Cyprinidae.

## Systématique
L'espèce Squalius aphipsi a été initialement décrite en 1927 par l'ichtyologiste russe A. I. Aleksandrov (d) sous le protonyme de Leuciscus aphipsi.

## Répartition
Squalius aphipsi est endémique de la Russie et se rencontre dans le bassin du fleuve Kouban, entre la rivière Adagum (d) et la Laba.

## Description
Squalius aphipsi mesure jusqu'à 16 cm entre la pointe du museau jusqu'à la base de la queue.

## Publication originale
- (ru) A.I. Aleksandrov, « Beiträge zur Kenntniss der Ichthyophauna des Kuban-Beckens », Reports of the Scientific Station of Fisheries in Kertch, vol. 1, nos 2-3,‎ 1927, p. 148-177